# Crassivenula brachyptera
Crassivenula brachyptera är en tvåvingeart som först beskrevs av Thalhammer 1913.  Crassivenula brachyptera ingår i släktet Crassivenula och familjen fritflugor. Inga underarter finns listade i Catalogue of Life.